# Medasina quadrinotata
Medasina quadrinotata là một loài bướm đêm trong họ Geometridae.